# Kujangsari (Bandung Kidul)
Kujangsari is een bestuurslaag in het regentschap Kota Bandung van de provincie West-Java, Indonesië. Kujangsari telt 18.230 inwoners (volkstelling 2010).